# Lanc
Lanc nebo také Lanco či Lanczo († 1075, Míšeň) byl 1. probošt litoměřické kapituly sv. Štěpána v letech 1057–1075.

## Původ
Byl německého původu. Pocházel patrně z vážené míšeňské šlechty. Údajně příbuzný míšeňského biskupa sv. Bennona (1066–1106). Zmiňován v Kosmově kronice. Protože však češtinu ovládal dokonale stal se dvorním kaplanem Spytihněva II., který byl zakladatelem litoměřické kapituly. Založil tak tradici, kdy litoměřičtí probošti bývali současně i kaplany vládnoucího knížete. Tato tradice přetrvala až do vlády Lucemburků. Jako probošt litoměřické kapituly se v Litoměřicích zdržoval vždy jen krátce, zdržoval se více u knížecího dvora, kde jako vzdělanec se znalostí jazyků zastával náročné úřady a funkce.

## Kandidát na biskupský stolec
Po smrti knížete Spytihněva II. roku 1061 byl knížetem Vratislavem II. (1061–1092) ponechán ve funkci probošta. Avšak po smrti pražského biskupa Šebíře svolal kníže v roce 1068 sněm do Dobenína. Popis sněmu zachycuje, i když nepřesně, Kosmova kronika. Lanc byl Vratislavovým kandidátem na stolec pražského arcibiskupa. Ten chtěl prosadit Lancovu volbu s využitím svého tažení do Polska. Volba biskupa se konala u české zemské brány. Proti volbě vystoupil čeští velmoži Kojata, syn Všebora a Smil. Z důvodu hrozící vzpoury Vratislav II. svůj návrh stáhl, avšak Kojata a Smil z důvodů obavy o život uprchli z Čech. Vratislav prý návrhem Lance na biskupa plnil vůli zemřelého knížete Břetislava. Proti této argumentaci se postavila i druhá část vojska, které mělo svůj tábor u Opočna. Kronikář Kosmas v této souvislosti ve své kronice cituje slova správce knížecího dvora Kojaty: „To chceme raději, věru raději, aby psí ocas nebo oslí hovno bylo posazeno na svatý stolec než Lanc.“ Kníže se dále už neodvážil prosazovat Lance a potvrdil volbu Jaromíra (Gebharda), který se pak stal pražským biskupem.

## Úmrtí
Georgius Crugerius udává, že litoměřický probošt Lanc odešel do Míšně, kde roku 1075 zemřel. Pochován je v míšeňské katedrále.